# Республіканська партія (Болівія)
Республіканська партія (ісп. Partido Republicano) — болівійська політична партія, заснована 1914 року.

## Історія
1914 року в Ліберальній партії (Partido Liberal) стався розкол, в результаті якого партію залишили Баутіста Сааведра, Даніель Саламанка Урей, Хосе Марія Ескальєр та генерал Хосе Мануель Пандо. Вони і створили Республіканську партію.
Політичною платформою республіканців було повернення прибережних територій, які було втрачено під час війни з Чилі, але програма нової партії мало чим відрізнялась від традиційних ліберальних лозунгів. 1917 року кандидат від Республіканської партії брав участь у президентських виборах, проте зазнав поразки.
Республіканська партія захопила владу в результаті безкровного перевороту 12 липня 1920 року.
Після повстання 1920 року партія розкололась на дві фракції, лідери яких однаково бажали зайняти пост президента: Хосе Марія Ескальєр (лідер так званої групи Escalieristas) та Баутіста Сааведра (Saavedristas).